# Ładja Togliatti
Ładja Togliatti (ros. Ладья Тольятти) – rosyjski klub hokeja na lodzie juniorów z siedzibą w Togliatti.

## Historia
- Łada 2 Togliatti (-2009)
- Ładja Togliatti (2009-)

Od 2009 drużyna występuje w rozgrywkach juniorskich MHL. W sezonie 2012/2013 Ładja występowała w MHL-B, po czym została przywrócona do edycji MHL (2013/2014).
Zespół działa w strukturze klubu Łada Togliatti z seniorskich rozgrywek KHL (lata 2008-2010 i 2014-2018) i WHL (od 2018).

## Szkoleniowcy
- Pawieł Diesiatkow (2009-2010)[5]
- asyst. Eduard Gorbaczow (2010-2011)[6]
- Igor Nikitin (2011-2012)[7]
- Wiktor Czeczeł, Wikor Stiepaniec (2012/2013)[8]
- Eduard Gorbaczow (2013-2014)[9]
- Seirgiej Bażuchin, Władimir Szwiecow (2013/2015)[10]
- Władimir Szychanow, Władimir Szwieco (2015/2016)[11]
- Władimir Szychanow (2016-2017)[12]
- Aleksiej Aleksiejew (2017-2019)[13][14]
- Oleg Biełkin, Oleg Łarionow, Władimir Maleńkich (2019-2020)[15]
- Oleg Łarionow (2020)[16]
- Władimir Tarasow (2020-2021)[17]
- Siergiej Bażuchin (2021-2023)[18]
- Siergiej Łopuszanski (2023-)[19]